# Ruffneck
Ruffneck, pseudonimo di Patrick van Kerckhoven (...), è un disc jockey e produttore discografico olandese.
Conosciuto sotto vari pseudonimi come 2 Rough, Asylum, The Bazeman, D'Spyre, Juggernaut, e molti altri, ha fondato dal 1985 ad oggi quattro etichette discografiche hardcore: la Ruffneck Records, Gangsta Audiovisuals (non più attive), Enzyme Records e nel 2012 Tainted Audio (specializzata in sonorità crossbreed e breakcore). Come disc jockey si è reso famoso nel 1997 con l'uscita del singolo Ruffneck rules da hardcore scene, che raggiunge l'ottavo posto nella classifica dei singoli olandesi.

## Discografia

### Album
1997 - I'm a Ruffneck!!!

## Singoli
1997 - Ruffneck rules da hardcore scene
1999 - Responze Tezt/I am the one